# Моруни
Моруните (Huso) са род големи преходни риби от разред Есетроподобни (Acipenseriformes). В нашите водоеми се среща вида Моруна (Huso huso), за който има сведеня, че някои екземпляри надхвърлят един тон тегло.

## Начин на живот и хранене
Хищни риби, хранят се с различни водни животни. Улавяни са заради месото и хайвера.

## Списък на видовете
- род Huso – Моруни
  - Huso dauricus – Калуга
  - Huso huso – Моруна